# Sport in Trentino-Alto Adige
Lo sport in Trentino-Alto Adige si è sviluppato ad un certo livello solo dal secondo dopoguerra in poi.

## Principali eventi sportivi
- Cross della Vallagarina
- Marcialonga

## Principali impianti sportivi
- Stadio Druso
- Stadio Briamasco
- Stadio Europa
- PalaTrento
- Sparkasse Arena
- Arena Ritten

## Principali società sportive

### Calcio
| Pos. | Società        | I livello | II livello | III livello | IV livello | Totale | Stagione 2024-2025 |
| ---- | -------------- | --------- | ---------- | ----------- | ---------- | ------ | ------------------ |
| 1    | Südtirol       | -         | 2          | 12          | 10         | 24     | Serie B            |
| 2    | Bolzano        | -         | 1          | 17          | 18         | 36     | Eccellenza         |
| 3    | Trento         | -         | -          | 34          | 34         | 68     | Serie C            |
| 4    | Rovereto       | -         | -          | 8           | 18         | 26     | Eccellenza         |
| 5    | Merano         | -         | -          | 2           | 3          | 5      | Prima Categoria    |
| 7    | Arco           | -         | -          | -           | 6          | 6      | Promozione         |
| 8    | Mezzocorona    | -         | -          | -           | 4          | 4      | Promozione         |
| 9    | Benacense 1905 | -         | -          | -           | 4          | 4      | Promozione         |
| 6    | U.S. Lavis     | -         | -          | -           | 1          | 1      | Serie D            |

### Cricket
- Trentino Cricket Club

### Curling
- Trentino Curling, serie A Maschile, attuali campioni d'Italia 2012/13
- Cembra 88, serie A Maschile

### Pattinaggio Velocità su ghiaccio
- Sportivi Ghiaccio Trento (short track - speed skating - roller skating)

### Football americano
- Giants Bolzano, milita in Italian Football League, 1 titolo italiano
- Trento Thunders, milita in Cif 9
- Jets Bolzano, scomparsi nel 1995
- Climbers Laives, (a Rovereto nel 1984, poi a Predazzo fino al 1986) scomparsi nel 1988

### Hockey su ghiaccio

#### Maschile
- Hockey Club Bolzano, 19 volte campioni d'Italia ed due volte campioni EBEL, milita nel campionato sovranazionale ICEHL.
- Sportiva Hockey Club Fassa, milita in IHL-Serie A e nel campionato sovranazionale Alps Hockey League.
- Hockey Club Val Pusteria, milita nel campionato sovranazionale ICEHL.
- Renon Ritten Sport Hockey 5 volte campioni d'Italia ed una volta campioni della Alps Hockey League, milita in IHL-Serie A e nel campionato sovranazionale Alps Hockey League.
- Wintersportverein Vipiteno - Sterzing Broncos, milita in IHL-Serie A e nel campionato sovranazionale Alps Hockey League.
- Hockey Club Gherdëina, 4 volte campioni d'Italia, milita in IHL-Serie A e nel campionato sovranazionale Alps Hockey League.
- Hockey Club Merano, 2 volte campioni d'Italia, milita in IHL
- Hockey Club Eppan-Appiano, milita in IHL
- SV Kaltern-Caldaro, milita in IHL
- A.S. Hockey Pergine, milita in IHL
- Sport Club Auer-Ora, milita in IHL
- Hockey Club Fiemme, milita in IHL
- Hockey Club Bressanone-Brixen, milita in IHL
- AHC Vinschgau - Val Venosta, milita in IHL-I division
- Hockey Club Toblach-Dobbiaco, milita in IHL-I division
- Hockey Club Piné, milita in IHL-I division
- HCB Foxes Academy, nata nel 2018 dalla fusione dei settori giovanili di Hockey Academy Bolzano e Hockey Club Bolzano, ha anche una squadra iscritta in IHL-I division
- Hockey Club Neumarkt-Egna, ha militato in Serie A e nel campionato sovranazionale Alps Hockey LSV ague, dal 2018 fa solo attività giovanile.
- Hockey Club Future Bolzano, oggi scomparsa, ma che ha militato in Serie A2
- Hockey Club Settequerce, oggi scomparsa, ma che ha militato in Serie A2
- Hockey Club Latemar, oggi scomparsa, ma che ha militato in Serie A
- EV Bozen 84, ha militato a lungo nei campionati seniores ed è stata molto attiva a livello giovanile, tra il 2016 ed il 2018 le sue attività sono gradualmente confluite nell'Hockey Academy Bolzano e dal 2018 è attiva solo la sezione femminile (EV Bozen Eagles);
- Hockey Academy Bolzano, attiva nel settore giovanile (2013-2018), ha fuso le proprie attività con quelle del settore giovanile dell'Hockey Club Bolzano per far nascere l'HCB Foxes Academy
- Hockey Club Valrendena, attiva solo nel settore giovanile, in passato ha militato in terza serie
- Hockey Club Trento, attiva solo nel settore giovanile, in passato ha militato in seconda serie
- Hockey Club Alta Badia, attiva solo nel settore giovanile, in passato ha militato in seconda serie
- Südtiroler Sportverein Leifers-Laives, attiva solo nel settore giovanile, in passato ha militato in terza serie
- Hockey Club Malè Val di Sole, attiva solo nel settore giovanile, in passato ha militato in terza serie

#### Femminile
- HC Eagles Bolzano, scomparsa nel 2008, 7 volte campione d'Italia
- EV Bozen Eagles, milita in Serie A dal 2008-09, 9 volte campione d'Italia
- HC Lakers, milita in Serie A dal 2009-10

Sezioni femminili hanno avuto anche l'SHC Fassa, l'HC Bressanone e l'HC Merano

### Hockey su prato
- UHC Adige Serie A2

### Orienteering
Sono presenti molte ASD pluricampionesse italiane delle 4 discipline corsa orientamento, MTB orientamento, sci orientamento e Trail orientamento:
- Gruppo orientisti Bolzano
- Hanould orienteering team
- Sportclub Meran
- TOL
- Cauriol
- GS Pavione
- GS Castello di Fiemme
- GS Monte Giner
- Gronlait orienteering team
- Orienteering Crea Rossa
- Orienteering Mezzocorona
- Orienteering Pergine
- Orienteering Pinè
- Panda orienteering Valsugana
- Trento orienteering
- US Primiero

### Pallacanestro Maschile
- Aquila Trento, milita in Serie A
- Basket Piani Junior Bolzano, milita in Serie C Gold Girone Veneto

### Pallacanestro Femminile
- Basket Club Bolzano militante in Serie A2 girone Nord
- Pallacanestro Bolzano militante in Serie A2 girone Nord

### Pallavolo Maschile
- Trentino Volley SpA, campione d'Italia 2008, 2011 e 2013, campione d'Europa 2009, 2010 e 2011, e campione del Mondo 2009, 2010, 2011, 2012 e 2018.

### Pallavolo Femminile
- Anaune Cles

### Pallamano
- Bozen
- Black Devils
- Brixen
- Mezzocorona
- Pressano
- Rovereto